# Карл Хайнц Рехінгер
Карл Хайнц Рехінгер (нім. Karl Heinz Rechinger, 1906–1998) — австрійський ботанік і фітогеограф.

## Біографія
Карл Гайнц Рехінгер народився у Відні 16 жовтня 1906 року. Він був сином доктора Карла Рехінгера, тодішнього асистента кафедри ботаніки в Імператорському музеї природної історії, та Рози Елізабет (Лілі) Рехінгер. Карл Гайнц виріс у вишуканій, заможній віденській родині, оточений мистецтвом, музикою та наукою. Він відвідував престижну Шоттенгімназію у Відні. Важливо те, що батько познайомив його з ботанікою, колекціонуванням зразків і тим, як уважно спостерігати за природою — видами діяльності, які вплинули на його життя та кар'єру. Він супроводжував свого батька в ботанічних екскурсіях по Відню, і навчився готувати та поводитися зі зразками, інтерпретувати етикетки та ідентифікувати почерк на матеріалі, який вони повертали до невеликого приватного гербарію в своєму будинку.
Рехінгер вивчав ботаніку, географію та геологію у Віденському університеті. У цей час він почав писати дисертацію, яка переглядала частину роду Rumex, а також працював оплачуваним демонстратором під керівництвом Річарда Веттштейна у Віденському інституті ботаніки. У цей час він почав писати дисертацію, яка переглядала частину роду Rumex, а також працював оплачуваним демонстратором під керівництвом Річарда Веттштейна у Віденському інституті ботаніки. Попри економічну рецесію, після закінчення навчання він і далі працював на кафедрі ботаніки, виконуючи волонтерську або низькооплачувану роботу.
На початку 1930-х років Рехінгер здійснив багато ботанічних екскурсій до Хорватії, Греції та колишньої Югославії. Попри те, що йому було близько 20 років, він швидко став експертом з флори Балканського півострова, збираючи велику кількість рослин у більшості країн цього регіону. У 1937 році його призначили тимчасовим науковим асистентом у Музеї природознавства у Відні, де він працював майже 35 років до свого виходу на пенсію в 1971 році. Він був директором музею з 1961 по 1971 рік. Протягом цього терміну Рехінгер і далі займався ботанічною роботою. Він багато подорожував Іраном, де зібрав вражаючу кількість екземплярів. Він також зустрічався та обмінювався ідеями з такими видатними сучасниками, як Генріх Карл Гаусскнехт та Йозеф Борнмюллер. Після аншлюсу, під час якого нацистська Німеччина анексувала Австрію в 1838 році, Рехінгер пройшов базову військову підготовку, перш ніж служити клерком.
Повітряні нальоти союзників на Берлін призвели до майже повного знищення Ботанічного музею Берлін-Далем, а також призвели до евакуації зразків із Музею природознавства у Відні. Рехінгер не брав участі в евакуації зразків, але музей був порожній, коли він повернувся з військової служби. За іронією долі його тимчасову посаду в Природничому музеї зробили постійною в 1943 році.
У 1953 році Рехінгер відвідав Сполучені Штати в рамках стипендії Фулбрайта. Там він три місяці працював у гербарії Нью-Йоркського ботанічного саду над родом Rumex.
Він зробив важливий внесок у вивчення флори Південно-Західної Азії та Греції, отримавши визнання за свою роботу над Flora Iranica та як автор Flora Aegaea. Як систематик описав багато видів рослин.
Рехінгер також був викладачем ботаніки у Віденському університеті, а в 1956–57 роках був запрошеним професором у Багдаді, де він заснував гербарій. У 1971 році він був обраний членом Королівської шведської академії наук. У 1971 році він залишив лекції, але й далі досліджував рослини. Він поїхав до Ірану в 1977 році. Він також збирав у Західній Австралії в 1982 році, Індонезії в 1985 році, Чилі в 1987 році та Шрі-Ланці в 1990 році.
Рехінгер був одружений двічі. Від першої дружини Фріди мав двох дітей.
У 1986 році шотландський ботанік Ієн Чарлсон Хедж і Карл Рехінгер з Королівського товариства Единбурга опублікували «Життя рослин Південно-Західної Азії». Це було засновано на симпозіумі, присвяченому Карлу Хайнцу Рехінгеру до його вісімдесятиріччя.

## Вибрані праці
- Flora Aegaea (1944)
- Flora of Lower Iraq (1967)
- Flora Iranica (1998)